# خشونت علیه زنان در نیوزلند
خشونت علیه زنان در نیوزلند (انگلیسی: Violence against women in New Zealand) به انواع خشونت علیه زنان به دلیل عوامل نابرابری جنسیتی که در جامعه با آن مواجه می‌شوند، توصیف می‌شود. دولت نیوزلند و سیستم قضایی نیوزلند، تلاش برای پیشگیری و مقابله با خشونت علیه زنان را به عنوان اولویت قوانین نیوزلند و سیستم عدالت کیفری می‌دانند. قوانین کنونی این کشور در رابطه با پیشگیری و مجازات خشونت علیه زنان وجود دارد، با این حال، با وجود این تلاش‌ها، زنان در نیوزیلند همچنان با سطوح بالایی از خشونت مواجه هستند. نیوزلند در مقایسه با سایر کشورهای سازمان همکاری و توسعه اقتصادی (OECD) در خشونت خانگی بدترین رتبه را دارد و از هر ۳ زن ۱ نفر در طول زندگی خود قربانی خشونت شده‌است. از سال ۲۰۲۰، با شروع همه‌گیری COVID-19، از پلیس نیوزلند گزارش شده‌است که هر ۴ دقیقه به یک تماس خشونت خانگی پاسخ داده‌اند.
زنان در مقایسه با مردان در نیوزیلند آسیب پذیرتر هستند. در سال ۲۰۱۸ تا ۲۰۱۹ بیش ۲٫۵ برابر بیشتر در معرض خشونت شریک جنسی (IPV) و ۳ برابر بیشتر در معرض خشونت قرار داشته‌اند. آسیب‌های اجتماعی و اقتصادی که خانواده‌های مائوری تجربه می‌کنند با کمبود آموزش، کاریابی و اشتغال، سلامت، درآمد و رفاه کلی مرتبط است. چنین شرایط دشوار زندگی ممکن است به خشونت به عنوان یک رفتار آموخته شده توسط پسران کوچکتر جامعه تبدیل شود، زیرا پسران رفتارهایی را که مشاهده می‌کنند در پدران خود می‌آموزند و الگوبرداری می‌کنند.

## بروز خشونت علیه زنان
علیرغم وجود قوانین و کمپین‌های اجتماعی با هدف کاهش انواع گوناگون خشونت علیه زنان، تخمین زده می‌شود که از هر ۳ زن در نیوزلند، ۱ نفر در طول زندگی خود خشونت فیزیکی و/یا جنسی را از طرف شریک زندگی خود تجربه کرده‌است. علاوه بر این، تجاوز جنسی در مقایسه با سایر اشکال خشونت جرم کمتری محسوب می‌شود. بر اساس نظرسنجی جنایات و قربانیان نیوزلند در سال ۲۰۱۹، تنها ۱۵ درصد از قربانیان باور داشتند که تجاوز جنسی جرم است.
داده‌ها در مورد خشونت خانگی علیه زنان در نیوزیلند بسیار کم است. داده‌ها تا حد زیادی به شیوه‌های گزارش‌دهی و ضبط ان‌ها وابسته است و بعید است که به‌طور دقیق نشان دهنده وقوع خشونت خانگی علیه زنان در نیوزیلند باشد. در سال ۲۰۱۳، نزدیک به ۶۷۴۹ مورد «تجاوز زنان» توسط پلیس نیوزیلند ثبت شده‌است. در سال ۲۰۱۳، توسط دادگاه خانواده مطابق با مفاد قانون خشونت خانگی ۱۹۹۵ حکم در این مورد صادر شد در سال ۲۰۱۳، مجموعه ملی پناهندگان مستقل زنان ۸۱۷۲۰ تماس بحران دریافت کرد و ۲۹۴۰ زن (و کودک) به خدمات خانه امن دسترسی داشتند. مطالعه چند رشته‌ای سلامت و توسعه دنیدن، بر روی ۱۰۳۷ فرد متولد شده در دنیدن طی سال‌های ۱۹۷۲–۱۹۷۳، نشان داد که در سن ۲۱ سالگی، ۲۷ درصد از زنان مطالعه گزارش کردند که مورد آزار جسمی شریک زندگی قرار گرفته‌اند. پایگاه داده آمار جنایات پلیس نیوزیلند با مجموع ۲۹۶۴۳ قربانی، برای دوره ژوئیه ۲۰۱۴ تا اوت ۲۰۱۹ نشان می‌دهد که تقریباً ۹۰٪ از همه قربانیان تجاوز جنسی بالای ۱۵ سال زن هستند.
در بررسی جنایت و ایمنی نیوزلند در سال ۲۰۰۹، که داده‌های نظرسنجی را در مورد جرم و جنایت در سال ۲۰۰۸ منتشر کرد، جرایم جنسی ۵ درصد از کل جرایم گزارش‌شده در این نظرسنجی را به خود اختصاص دادند. تقریباً از هر چهار زن نیوزلندی یک نفر در طول زندگی خود تماس جنسی ناخواسته ای را تجربه می‌کند که اغلب توسط فردی شناخته شده‌است. تجاوز جنسی هر سال تقریباً ۱٫۲ میلیارد دلار نیوزیلند به اقتصاد نیوزلند خسارت وارد می‌کند. در نیوزلند در سال ۲۰۰۸، حدود ۶۰۷ مورد به دلیل تجاوز به عنف تحت تعقیب قرار گرفتند که تنها ۲۹ درصد آنها منجر به محکومیت شدند. یک مقاله وزارت دادگستری که به بررسی بهبود قوانین خشونت جنسی می‌پردازد، گزارش داد که حدود ۹۰ درصد تجاوزها گزارش نمی‌شود. از پرونده‌های پلیسی که بین ۱ ژوئیه ۲۰۰۵ تا ۳۱ دسامبر ۲۰۰۷ به عنوان تجاوز جنسی یک بزرگسال کدگذاری شده‌اند، ۹۵ درصد تخلفات مربوط به زنان بوده‌است. از مجرمان شناسایی شده، ۹۹ درصد مرد بودند.

## قانون

### خشونت خانگی
قانون خشونت خانگی ۱۹۹۵ برای تضمین حمایت قانونی از قربانیان هرگونه خشونت خانگی فیزیکی، جنسی و روانی وضع شد. قانون خشونت خانگی ۱۹۹۵، از طریق دادگاه خانواده، یک آیین دادرسی مدنی را برای دریافت «حکم حمایتی» ارائه می‌کند که مرتکبین خشونت خانگی را ملزم می‌کند در برنامه‌های «توقف خشونت» برای پیشگیری از خشونت خانوادگی شرکت کنند. دادگاه‌های کیفری همچنین ممکن است در حین صدور حکم برای یک جرم خشونت خانگی فرمان‌های حمایتی صادر کنند.

### جرایم جنسی
جرایم جنسی در قانون جرایم ۱۹۶۱ تعریف شده‌است. این جرم مستلزم آن است که متهم رضایت شخص قربانی را نداشته و به دلایل معقول معتقد به رضایت آن شخص نباشد. در سال ۲۰۰۹ گروه ویژه اقدام علیه خشونت جنسی گزارشی شامل توصیه‌هایی در مورد پیشگیری از خشونت جنسی، ایجاد خدمات تخصصی برای قربانیان و مجرمان، اصلاح عدالت کیفری و رویکردهای پایان دادن به خشونت جنسی تهیه کرد. این گزارش تکمیل طرح پیشگیری از خشونت جنسی، بررسی بودجه خدمات پشتیبانی بحران، تغییرات قانونی در طرح شرکت جبران حوادث، اصلاحات قانونی قانون جرایم ۱۹۶۱ و بررسی عدالت جایگزین در موارد جرایم جنسی را توصیه کرد. دولت نیوزیلند در سپتامبر ۲۰۱۰ به این گزارش پاسخ داد، اما کمیته رفع تبعیض علیه زنان در سال ۲۰۱۲ اشاره کرد که بسیاری از توصیه‌های این گزارش هنوز اجرا نشده‌است.